# Neun-Nationalitäten-Bataillon

Flagge der Interbrigaden

Das Neun-Nationalitäten-Bataillon, auch Neun-Nationen-Bataillon, war ein gemischtes Bataillon im Spanischen Bürgerkrieg, das vornehmlich aus Franzosen, Belgiern, Finnen, Deutschen, Österreichern, Niederländern, Dänen, Schweizern, Italiener und Engländern bestand. Es war ein Bataillon der Internationalen Brigaden im Spanischen Bürgerkrieg zwischen 1936 und 1937.
Im Französischen wird es als Sans Nom oder Neufs Nationalités und im englischen als Nine Nations Battalion bezeichnet. 

## XIII. Internationale Brigade

### Formierung des Neun-Nationalitäten-Bataillons
Die Aufstellung des Bataillons erfolgte am 15. Dezember 1936 in Albacete, dem zentralen Stützpunkt und Ausbildungslager der Internationalen Brigaden. Es erhielt die Bezeichnung No 9. Das Bataillon wurde Teil der XIV. Internationalen Brigade, mit dem späteren Namen La Marsellesa. 
Die Grundlage zur Schaffung der XIV. Internationalen Brigade wurde bereits am 2. Dezember 1936 in Albacete geschaffen. Neben dem Neun-Nationalitäten-Bataillon wurde das Vaillant-Couturier-Bataillon, das Henri-Barbusse-Bataillon und das La-Marseillaise-Bataillon in die XIV. Internationale Brigade eingruppiert. Der Kommandant der XIV. Internationalen Brigade war General Walter und den Führungsstab übernahm der Italiener Aldo Morandi. Der erste politische Kommissar war der Engländer Ralph Winston Fox., später der Franzose André Heusler. Das Bataillon war gut bewaffnet, aber schlecht ausgebildet.

### Provinz Córdoba
Angesichts der Offensive der Nationalisten wurde das Neun-Nationen-Bataillon ohne die XIV. Internationale Brigade in aller Eile zur Verstärkung in die Provinz Córdoba beordert. Am 23. Dezember 1936 kam das Neun-Nationen-Bataillon in Andújar in der Provinz Jaén an und rückte über die Straße von Andújar nach Villa del Rio vor, ohne zu wissen, dass die Orte Villa del Río und Lopera bereits von den Nationalisten besetzt waren. 
Kurz vor Villa del Rio wurde die Brigade von Einheiten der Nationalisten angegriffen und das Bataillon in den Wäldern entlang des Guadalquivirs eingekesselt, aus dem es praktisch kein Entkommen gab, da der Fluss um diese Jahreszeit Hochwasser führte. Die italienische und die englische Kompanie wurden dabei nahezu völlig aufgerieben. Zudem verkündete der General Queipo de Llano über Rundfunk, dass mehr als vierzig italienische Interbrigadisten nach der Gefangennahme liquidiert wurden.  
Als am 25. Dezember 1936 die XIV. Internationale Brigade mit dem Vaillant-Couturier-Bataillon, dem La-Marseillaise-Bataillon und dem Henri-Barbusse-Bataillon Stellungen vor Villa del Río  und Lopera bezog, versuchte die XIV. Brigade am 28. Dezember 1936 Lopera einzunehmen. Dennoch gelang der Brigade durch das weitere Vorrücken  auf die Orte Villa del Rio und Porcuna, dass sich das Neun-Nationalitäten-Bataillon abzusetzen konnte. Das Bataillon erlitt bei diesen Kämpfen Verluste von 65 %, so dass 214 der 600 Brigadisten fielen.

### Auflösung des Neun-Nationalitäten-Bataillons
Das Bataillon wurde am 16. Januar 1937 aufgelöst.